# Polská hokejová liga
Polská hokejová liga (polsky Ekstraliga w hokeju na lodzie),  je nejvyšší profesionální hokejovou soutěží v Polsku. Této ligy se účastní 9 družstev.

## Historie ligy
První hokejový turnaj se hrál v Polsku v roce 1925-1926 a v roce 1938 byly na podnět Polské hokejové federace zahájeny přípravy na start soutěže s ligovou strukturou. Plány na zahájení sezóny ale zhatil začátek Druhé světové války. Současná soutěž se tak začala hrát až od roku 1955 pod názvem Ekstraklasą. Od sezóny 1999-2000 se je liga zcela profesionální.

## Systém soutěže
V první části ligy hraje každý s každým pět zápasů (tj. 40 zápasů). Osm nejlepších celků postupuje do play-off.
V play-off se hraje následně čtvrtfinále, semifinále a finále hrané na 4 vítězné zápasy. V polské lize se hraje i o konečné třetí místo, a to na 2 vítězné zápasy.

## Týmy v sezóně 2024/2025
| Tým                           | Město            | Stadión                                   | Kapacita |
| ----------------------------- | ---------------- | ----------------------------------------- | -------- |
| Comarch Cracovia              | Krakov           | Lodowisko im. Adama "Rocha" Kowalskiego   | 2514     |
| GKS Tychy                     | Tychy            | Stadion Zimowy                            | 2535     |
| Podhale Nowy Targ             | Nowy Targ        | Miejska Hala Lodowa                       | 3500     |
| GKS Jastrzębie                | Jastrzębie-Zdrój | Jastor                                    | 1900     |
| Tauron Re-Plast Unia Oświęcim | Osvětim          | Hala Lodowa MOSiR                         | 4500     |
| GKS Katowice                  | Katovice         | Spodek                                    | 1500     |
| Zagłębie Sosnowiec            | Sosnovec         | Stadion Zimowy w Sosnowcu                 | 2125     |
| KS Nesta Mires Toruń          | Toruň            | Zimní stadion Tor-Tor im. Józef Stogowski | 2997     |
| STS Sanok                     | Sanok            | Arena Sanok                               | 3500     |

## Vítězové
| Sezona    | 1. místo              | 2. místo            | 3. místo               |
| --------- | --------------------- | ------------------- | ---------------------- |
| 1955/1956 | HC Legia Warszawa     | Górnik Katowice     | Start Katowice         |
| 1956/1957 | HC Legia Warszawa     | Górnik Katowice     | KTH Krynica            |
| 1957/1958 | Górnik Katowice       | HC Legia Warszawa   | Podhale Nowy Targ      |
| 1958/1959 | HC Legia Warszawa     | Górnik Katowice     | ŁKS Łódź               |
| 1959/1960 | Górnik Katowice       | HC Legia Warszawa   | Podhale Nowy Targ      |
| 1960/1961 | HC Legia Warszawa     | Górnik Katowice     | Podhale Nowy Targ      |
| 1961/1962 | Górnik Katowice       | HC Legia Warszawa   | Podhale Nowy Targ      |
| 1962/1963 | HC Legia Warszawa     | Podhale Nowy Targ   | Górnik Katowice        |
| 1963/1964 | HC Legia Warszawa     | Podhale Nowy Targ   | Polonia Bydgoszcz      |
| 1964/1965 | GKS Katowice          | HC Legia Warszawa   | Polonia Bydgoszcz      |
| 1965/1966 | Podhale Nowy Targ     | HC Legia Warszawa   | GKS Katowice           |
| 1966/1967 | HC Legia Warszawa     | GKS Katowice        | Pomorzanin Toruń       |
| 1967/1968 | GKS Katowice          | Pomorzanin Toruń    | Podhale Nowy Targ      |
| 1968/1969 | Podhale Nowy Targ     | GKS Katowice        | Pomorzanin Toruń       |
| 1969/1970 | GKS Katowice          | Podhale Nowy Targ   | KS Baildon Katowice    |
| 1970/1971 | Podhale Nowy Targ     | Naprzód Janów       | ŁKS Łódź               |
| 1971/1972 | Podhale Nowy Targ     | KS Baildon Katowice | Naprzód Janów          |
| 1972/1973 | Podhale Nowy Targ     | Naprzód Janów       | KS Baildon Katowice    |
| 1973/1974 | Podhale Nowy Targ     | KS Baildon Katowice | Naprzód Janów          |
| 1974/1975 | Podhale Nowy Targ     | KS Baildon Katowice | GKS Katowice           |
| 1975/1976 | Podhale Nowy Targ     | KS Baildon Katowice | Naprzód Janów          |
| 1976/1977 | Podhale Nowy Targ     | Naprzód Janów       | KS Baildon Katowice    |
| 1977/1978 | Podhale Nowy Targ     | Zagłębie Sosnowiec  | Naprzód Janów          |
| 1978/1979 | Podhale Nowy Targ     | Zagłębie Sosnowiec  | ŁKS Łódź               |
| 1979/1980 | Zagłębie Sosnowiec    | Podhale Nowy Targ   | ŁKS Łódź               |
| 1980/1981 | Zagłębie Sosnowiec    | Podhale Nowy Targ   | GKS Tychy              |
| 1981/1982 | Zagłębie Sosnowiec    | Podhale Nowy Targ   | Naprzód Janów          |
| 1982/1983 | Zagłębie Sosnowiec    | Polonia Bytom       | GKS Tychy              |
| 1983/1984 | Polonia Bytom         | Zagłębie Sosnowiec  | Podhale Nowy Targ      |
| 1984/1985 | Zagłębie Sosnowiec    | Polonia Bytom       | Podhale Nowy Targ      |
| 1985/1986 | Polonia Bytom         | Podhale Nowy Targ   | Naprzód Janów          |
| 1986/1987 | Podhale Nowy Targ     | Polonia Bytom       | Naprzód Janów          |
| 1987/1988 | Polonia Bytom         | GKS Tychy           | Zagłębie Sosnowiec     |
| 1988/1989 | Polonia Bytom         | Naprzód Janów       | Podhale Nowy Targ      |
| 1989/1990 | Polonia Bytom         | Podhale Nowy Targ   | Zagłębie Sosnowiec     |
| 1990/1991 | Polonia Bytom         | Unia Oświęcim       | Podhale Nowy Targ      |
| 1991/1992 | Unia Oświęcim         | Naprzód Janów       | Podhale Nowy Targ      |
| 1992/1993 | Podhale Nowy Targ     | Unia Oświęcim       | Polonia Bytom          |
| 1993/1994 | Podhale Nowy Targ     | Unia Oświęcim       | Górnik Katowice        |
| 1994/1995 | Podhale Nowy Targ     | Unia Oświęcim       | KKH Katowice           |
| 1995/1996 | Podhale Nowy Targ     | Unia Oświęcim       | TTH Toruń              |
| 1996/1997 | Podhale Nowy Targ     | Unia Oświęcim       | KKH Katowice           |
| 1997/1998 | Unia Oświęcim         | Podhale Nowy Targ   | KKH Katowice           |
| 1998/1999 | Unia Oświęcim         | KTH Krynica         | Podhale Nowy Targ      |
| 1999/2000 | Unia Oświęcim         | Podhale Nowy Targ   | KTH Krynica            |
| 2000/2001 | Unia Oświęcim         | GKS Katowice        | Polonia Bytom          |
| 2001/2002 | Unia Oświęcim         | GKS Katowice        | GKS Tychy              |
| 2002/2003 | Unia Oświęcim         | GKS Katowice        | Stoczniowiec Gdańsk    |
| 2003/2004 | Unia Oświęcim         | Podhale Nowy Targ   | GKS Tychy              |
| 2004/2005 | GKS Tychy             | Unia Oświęcim       | Comarch Cracovia       |
| 2005/2006 | Comarch Cracovia      | GKS Tychy           | Podhale Nowy Targ      |
| 2006/2007 | Podhale Nowy Targ     | GKS Tychy           | Comarch Cracovia       |
| 2007/2008 | Comarch Cracovia      | GKS Tychy           | Podhale Nowy Targ      |
| 2008/2009 | Comarch Cracovia      | GKS Tychy           | Podhale Nowy Targ      |
| 2009/2010 | Podhale Nowy Targ     | Comarch Cracovia    | GKS Tychy              |
| 2010/2011 | Comarch Cracovia      | GKS Tychy           | Unia Oświęcim          |
| 2011/2012 | Ciarko PBS Bank Sanok | Comarch Cracovia    | Unia Oświęcim          |
| 2012/2013 | Comarch Cracovia      | GKS Jastrzębie      | GKS Tychy              |
| 2013/2014 | Ciarko PBS Bank Sanok | GKS Tychy           | GKS Jastrzębie         |
| 2014/2015 | GKS Tychy             | GKS Jastrzębie      | MMKS Podhale Nowy Targ |
| 2015/2016 | Comarch Cracovia      | GKS Tychy           | MMKS Podhale Nowy Targ |
| 2016/2017 | Comarch Cracovia      | GKS Tychy           | Polonia Bytom          |
| 2017/2018 | GKS Tychy             | GKS Katowice        | MMKS Podhale Nowy Targ |
| 2018/2019 | GKS Tychy             | Comarch Cracovia    | GKS Katowice           |
| 2019/2020 | GKS Tychy             | Unia Oświęcim       | GKS Jastrzębie         |
| 2020/2021 | GKS Jastrzębie        | Comarch Cracovia    | GKS Tychy              |
| 2021/2022 | GKS Katowice          | Unia Oświęcim       | GKS Jastrzębie         |
| 2022/2023 | GKS Katowice          | GKS Tychy           | Unia Oświęcim          |
| 2023/2024 | Unia Oświęcim         | GKS Katowice        | GKS Tychy              |
| 2024/2025 | GKS Tychy             | GKS Katowice        | GKS Jastrzębie         |

## Počty titulů
| Klub               | Tituly | Vítězné ročníky                                                                                                  |
| ------------------ | ------ | --- |
| Podhale Nowy Targ  | 19     | 1966, 1969, 1971, 1972, 1973, 1974, 1975, 1976, 1977, 1978, 1979, 1987, 1993, 1994, 1995, 1996, 1997, 2007, 2010 |
| Unia Oświęcim      | 9      | 1992, 1998, 1999, 2000, 2001, 2002, 2003, 2004, 2024                                                             |
| GKS Katowice       | 8      | 1958, 1960, 1962, 1965, 1968, 1970, 2022, 2023                                                                   |
| Comarch Cracovia   | 7      | 2006, 2008, 2009, 2011, 2013, 2016, 2017                                                                         |
| HC Legia Warszawa  | 7      | 1956, 1957, 1959, 1961, 1963, 1964, 1967                                                                         |
| GKS Tychy          | 6      | 2005, 2015, 2018, 2019, 2020, 2025                                                                               |
| Polonia Bytom      | 6      | 1984, 1986, 1988, 1989, 1990, 1991                                                                               |
| Zagłębie Sosnowiec | 5      | 1980, 1981, 1982, 1983, 1985                                                                                     |
| Sanok              | 2      | 2012, 2014 |
| GKS Jastrzębie     | 1      | 2021 |